# نفوذپذیری عروقی

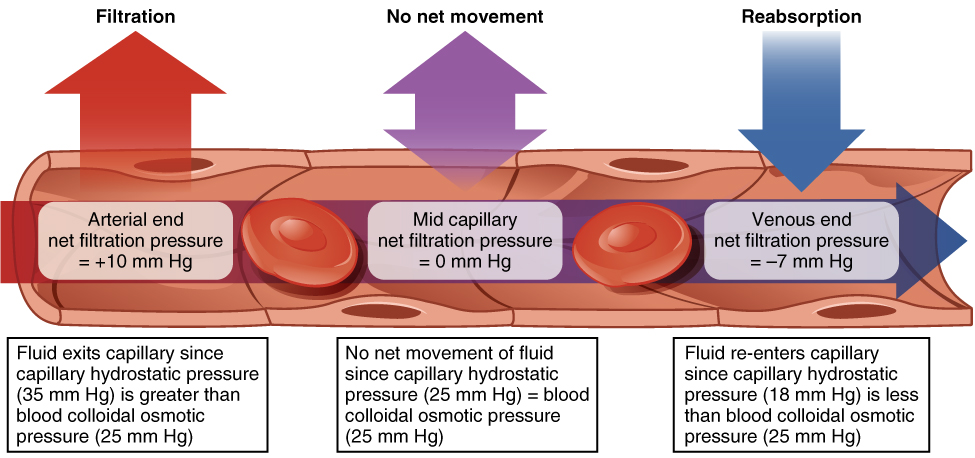
تصویر از آناتومی و فیزیولوژی، وب‌سایت Connexions., ۱۹ ژوئن ۲۰۱۳.

نفوذ پذیری عروقی (به انگلیسی: Vascular permeability)، اغلب به عنوان نفوذپذیری مویرگی، ظرفیت دیواره یک رگ خونی برای عبور مولکول‌های کوچک (داروها، مواد مغذی، آب، یون‌ها) و یا حتی کل سلول‌ها (لنفوسیت‌ها در مسیرشان به محل التهاب) به داخل و یا خارج از رگ را نشان می‌دهد. دیواره‌های عروق خونی توسط یک لایه‌ی سلول اندوتلیال تشکیل می‌شود. نوع شکاف و اتصال بین سلول‌های اندوتلیال (cell junction) به نوع و وضعیت فیزیولوژیکی بافت بستگی دارد.
تکنیک‌های متعددی برای اندازه گیری نفوذپذیری عروقی نسبت به مولکول‌های خاص وجود دارد. به عنوان مثال، با ورود به یک مویرگ با یک میکروپیپت، مویرگ را با یک فشار معین تخلیه می‌کنند و سرعت عبور از سلول‌ها را اندازه می‌گیرند.
در تحقیقات سرطان، مطالعه نفوذپذیری مویرگ‌های اطراف تومورها، بسیار مهم است زیرا دیواره رگ، سد عبور مولکول‌های بزرگ به تومورها است که بر پیشرفت تومور اثر می گذارد، و تغییرات در نفوذپذیری ممکن است نشان دهنده آسیب عروقی با مواد مخدر باشد.
یک نمونه از افزایش نفوذپذیری عروقی در ضایعه اولیه بیماری پریودنتال است که در آن بستر لثه بزرگ و ملتهب می‌شود و به تعداد زیادی از نوتروفیل‌ها اجازه می‌دهد که وارد اپیتلیوم بینابینی و بافت همبندی زیرین شوند.